# Companyia militar
La companyia és una unitat militar tàctica, operativa i administrativa bàsica dins els exèrcits de terra que sol agrupar de 2 a 6 seccions amb un total d'entre 75 i 200 homes, normalment està comandada per un capità o comandant. Normalment companyia es fa servir per a la infanteria i enginyers, mentre que l'equivalent a la cavalleria és l'esquadró, i a l'artilleria ho és la bateria.
Avui en dia la companyia és la unitat primària, tant a nivell tàctic com administratiu. Els regiments, formats per l'agrupació de diverses companyies han deixat de ser unitats operatives per a esdevenir simples unitats de tipus administratiu, deixant pas al més reduït batalló com a unitat operativa efectiva. Cada companyia consta d'una plana major, d'1 a 5 seccions de fusellers i 1 seccions d'armes de suport, equipada amb metralladores, morters lleugers i semi-pesants, i armes antitancs.